# 循環 (ジャーナル)
サーキュレーション（Circulation）はアメリカ心臓協会が1996年以降発行している医学雑誌。インパクトファクターは約10。